# Ласкавець малопроменевий
{{#ifeq:0|0|{{#if:Bupleurum pauciradiatum|{{#if:|[[]}}|[[]]}}}}
Ласкавець малопроменевий (Bupleurum pauciradiatum) — вид квіткових рослин родини окружкових (Apiaceae).

## Біоморфологічна характеристика
Це однорічна рослина 30–50 см заввишки. Нижні листки ланцетні, на коротких ніжках, верхні — сидячі. Пелюстки майже плоскі, жовті.

## Поширення
Болгарія, Південний Кавказ, Туреччина.
В Україні вид зростає на сухих схилах — у Криму (ок. с. Микити), дуже рідко.